# 耶稣受犹太议会审判

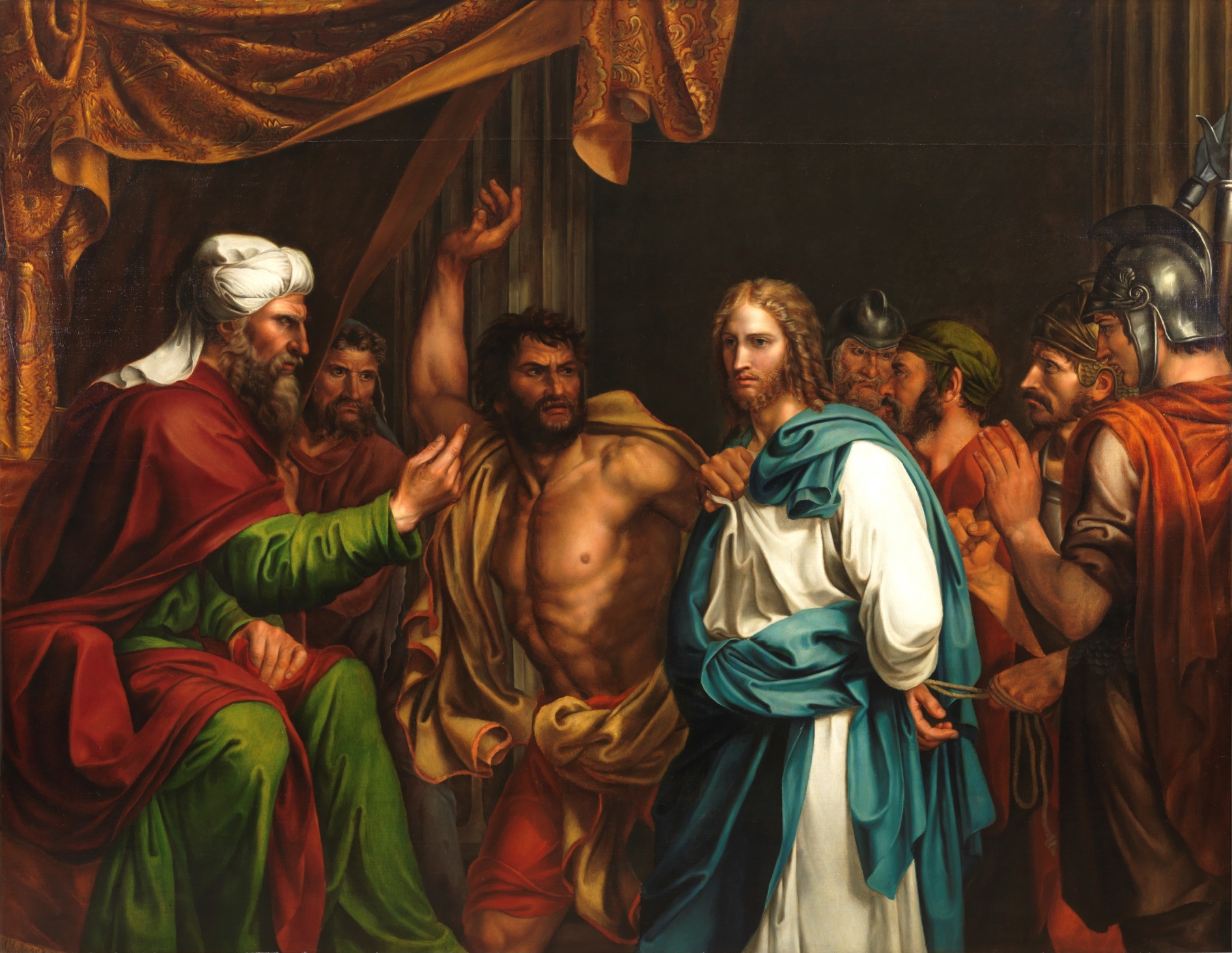
耶稣受前任大祭司亞那审判，而旁边的一个差役準備用手掌打他

耶稣受犹太议会审判是《新约圣经·四福音书》都加以记载的一个事件（《馬太福音》第26章第57节至第68节参，《馬可福音》第14章第53节至第65节参，《路加福音》第22章第63节至第71节参，《約翰福音》第18章第12节至第24节参）。
耶稣和他的门徒在庆祝逾越节时共用最后的晚餐后，耶稣被加略人犹大出卖，在客西马尼园被捕。耶稣首先被带到犹太公议会面前，连夜受审，然后交给羅馬長官彼拉多的總督府（希律宮殿），判处死刑。
公元前63年，罗马共和國（後來成為帝國）已经征服了以色列，並立大希律王為猶太人的王，即希律王朝。大希律王死後羅馬帝國將猶太地分為四個郡王統治，均為希律的後代：希律·安提帕斯、希律·亞基老、希律·菲利普二世和莎樂美一世更高。其中統治猶地亞核心地區的郡王希律·亞基老於公元6年被羅馬皇帝罷免，他的領地變為羅馬猶太行省，委任總督管治，且地位及權力亦比由羅馬皇帝指派的猶太地其餘的三位分封王更高。当时的大祭司该亚法也由前任羅馬長官指派。
根据《約翰福音》第18章第12节至第24节参，耶稣首先被带到大祭司该亚法的岳父亚那（可能是前任大祭司）那里，亚那盘问耶稣关于祂门徒和祂教训的事，耶稣拒绝在暗地里说话，说自己向来是公开的对世人说话，要亚那问曾听见他教导的许多见证人。旁边的一个差役用手掌打祂，耶稣说：“我若说的不对，你可以指证那里不对；若说的对，你为什么打我？”（《約翰福音》第18章第23节参）。亚那又把他押解到大祭司该亚法那里去。约翰没有详细描述下面的情形，而是集中于描写彼得如何否认认识耶稣。
根据马可福音和马太福音，议会授意好些假见证人控告耶稣，例如耶稣要拆毁圣殿，三日内另造一座非人手所造的殿，但是还是找不到足以致他于死地的证据，而且那些见证又互不吻合。耶稣此時竟默不作声。最后大祭司直接问耶稣是否是上帝的兒子基督，耶稣回答说“我是！你们要看见人子坐在那大能者的右边，驾着天上的云而来”（《馬可福音》第14章第60节至第62节参）于是大祭司撕开衣服，说，“他说了僭妄的话，我们还需要什么证人？你看，这僭妄的话现在你们都听见了，你们怎么看？”群众回答说，他是该死的。并且吐唾沫在耶稣脸上，用拳头、手掌打他。随后在凌晨，犹太议会将耶稣交给罗马总督彼拉多判決。